# Juan Germán Roscio
Juan Germán Roscio é um município da Venezuela localizado no estado de Guárico.
A capital do município é a cidade de San Juan de los Morros.